# 杭州下沙至长安城际铁路
下长市域，全称下沙至长安市域铁路，又称钱海市域，是一条建设中的连接杭州市钱塘区下沙板块与嘉兴市海宁市长安镇的城市轨道交通线路。线路全长20.79公里，设计时速120公里，设站7座，其中地下站3座、高架站4座，在长安（东方学院）站通过联络线与杭海城际实现部分列车的跨线运营。线路总投资97.53亿元，由海宁市与钱塘区共同承担；工期为51个月，先行段于2025年6月开工，计划于2029年底建成通车。

## 线路信息
线路由杭州地铁1号线、8号线文海南路站引出，经下沙高教园区及大学城北单元、海宁钱塘国际新城、海宁产业园区、长安镇区，在杭州至海宁城际铁路长安（东方学院）站东南设置双联络线，与既有杭海城际接轨实现部分列车的跨线运营。
线路设长安南车辆段1座，由景观大道站接轨。与杭海城际共享长海主变电所和桐斜主变电所以及盐官控制中心。
线路采用市域B型车，初、近、远期均采用4节编组。
| 站名                                   | 换乘                            | 站台形式         | 位置         |
| -------------------------------------- | ------------------------------- | ---------------- | ------------ |
| 文海南路                               | █ 杭州地铁1号线 █ 杭州地铁8号线 | 地下二层侧式     | 杭州市钱塘区 |
| 银海街                                 | █ 杭州地铁20号线（远期规划）    | 地下二层岛式     | 杭州市钱塘区 |
| 奥特莱斯                               | █ 杭州地铁21号线（远景规划）    | 地下二层岛式     | 嘉兴市海宁市 |
| 秋潮路                                 |                                 | 路侧高架三层侧式 | 嘉兴市海宁市 |
| 景观大道                               |                                 | 路中高架三层侧式 | 嘉兴市海宁市 |
| 政务中心                               |                                 | 路中高架三层侧式 | 嘉兴市海宁市 |
| ↓跨线车经 █ 杭海城际运行至浙大国际校区 |                                 |                  |              |
| 长安（东方学院）                       | █ 杭海城际                      | 路中高架二层侧式 | 嘉兴市海宁市 |

## 历史
- 2016年，海宁市第十四次党代会上提出积极争取长安至下沙城际铁路连接线。[3][4][5]
- 2018年11月4日，浙江政府采购网发布《浙江方圆工程咨询有限公司关于海宁市发展和改革局长安至杭州下沙轨道交通规划研究项目的中标（成交）结果公告》。[6][7]
- 2019年，海宁市力争将该城际铁路列入国家发改委组织编制的长三角轨道交通相关规划。[8]
- 2020年4月15日，该线列入《长江三角洲地区交通运输更高质量一体化发展规划》，同年力争纳入杭州国土空间规划。[9]同年11月，杭州下沙至海宁长安城际铁路项目合作开发建设框架协议签约。[10][11]
- 2021年7月，国家发改委印发长江三角洲地区多层次轨道交通规划，本线路获批，自杭州市钱塘区下沙街道经海宁高新区至长安镇区，全长20公里。[12]
- 2024年10月25日，下沙至长安市域铁路启动规划选址公示。[13]同年12月29日，规划选址与用地预审获自然资源部批复。[14]
- 2025年4月11日，下沙至长安市域铁路工程启动环境影响评价第一次公示。[2]5月26日，工程环境影响报告书征求意见稿公示。[15]
- 2025年6月12日，下沙至长安市域铁路奥特莱斯站附近路段开始封闭施工。